# 稲垣柚香
稲垣 柚香（いながき ゆずか、2001年9月10日 - ）は、日本の女子レスリング選手。三重県出身。階級は59kg級と62㎏級。身長153cm。

## 来歴
小学生の時に四日市ジュニアでレスリングを始めた。一志中学へ進むと、吉田沙保里を輩出したことで知られる一志ジュニアの所属となった。1年の時には全国中学生選手権37kg級で優勝すると、2年の時には全国中学選抜選手権44kg級で優勝した。3年の時にはジュニアクイーンズカップ 中学生の部とJOC杯カデットの部でそれぞれ優勝すると、全国中学選抜選手権48kg級で2連覇した。また、アジアカデット選手権とクリッパン女子国際大会でも優勝を飾った。2017年に至学館高校へ進学すると、世界カデット選手権52kgで優勝、クリッパン女子国際大会57kg級で2連覇を果たした。2年の時にはインターハイで優勝すると、全日本選手権59kg級でも高校2年ながらシニアの大会で優勝を果たした。ヤリギン国際大会でも優勝した。3年の時にはジュニアクイーンズカップジュニアの部とアジア選手権で優勝した。全日本選抜選手権では62kg級に階級を上げて決勝まで進むが、川井友香子に敗れて2位だった。その後、非オリンピック階級の59㎏級におけるプレーオフで、田南部力の娘である田南部夢叶を破って世界選手権代表となった。続いてインターハイでは62㎏級に出場して2連覇した。世界ジュニアでも優勝を飾った。世界選手権では準々決勝でインドの選手に敗れた。U-23世界選手権では優勝を果たした。これにより、3部門（カデット、ジュニア、U23）での世界一を達成した。成田で開催されたワールドカップでは全勝して日本チームの大会5連覇に貢献した。全日本選手権では2位だった。2020年には至学館大学へ進学した。4年の時には全日本選抜選手権62㎏級の準々決勝で世界チャンピオンである慶応大学3年の尾﨑野乃香を6－6の内容差で破るも、決勝で育英大学4年の元木咲良に2－8で敗れて2位だった。U-23世界選手権では2度目の優勝を飾った。2024年4月からは自衛隊体育学校の所属となった。全日本選抜選手権で優勝した。

## 主な戦績
- 2014年 - ジュニアクイーンズカップ 中学生の部 2位（37kg級）
- 2014年 - 全国中学生選手権 優勝（37kg級）
- 2015年 - ジュニアクイーンズカップ 中学生の部 2位（44kg級）
- 2015年 - 全国中学生選手権 2位（44kg級）
- 2015年 - 全国中学選抜選手権 優勝（44kg級）
- 2016年 - ジュニアクイーンズカップ 中学生の部 優勝（48kg級）
- 2016年 - JOC杯カデットの部 優勝（49kg級）
- 2016年 - 全国中学生選手権 2位（52kg級）
- 2016年 - アジアカデット選手権 優勝（49kg級）
- 2016年 - 全日本女子オープン選手権（中学生の部） 優勝（48kg級）
- 2016年 - 全国中学選抜選手権 優勝（48kg級）
- 2017年 - クリッパン女子国際大会 カデットの部 優勝（49kg級）
- 2017年 - ジュニアクイーンズカップ  カデットの部 優勝（52kg級）
- 2017年 - 世界カデット選手権 優勝（52kg級）

57kg級での戦績
- 2018年 - クリッパン女子国際大会 カデットの部 優勝
- 2018年 - ジュニアクイーンズカップ  カデットの部  2位
- 2018年 - JOC杯カデットの部 2位
- 2018年 - インターハイ 優勝
- 2018年 - 全日本女子オープン選手権（高校生の部） 優勝
- 2018年 - 全日本選手権 優勝（59kg級）
- 2019年 - ヤリギン国際大会 優勝（59kg級）
- 2019年 - ジュニアクイーンズカップ ジュニアの部 優勝
- 2019年 - アジア選手権 優勝

62kg級での戦績
- 2019年 - 全日本選抜選手権 2位
- 2019年 - インターハイ 優勝
- 2019年 - 世界ジュニア　優勝
- 2019年 -　U-23世界選手権　優勝
- 2019年 - ワールドカップ 優勝
- 2019年 - 全日本選手権　2位

59㎏級での戦績
- 2020年 - 全日本選手権　2位
- 2021年 - 全日本選抜選手権　3位
- 2022年 - 全日本選抜選手権　3位
- 2023年 - ダン・コロフ－ニコラ・ペトロフ国際大会 優勝

62㎏級での戦績
- 2023年 - 全日本選抜選手権　2位
- 2023年 -　U-23世界選手権　優勝
- 2024年 -　ジュニアクイーンズカップ  U23の部　優勝
- 2024年 - 全日本選抜選手権　優勝

（出典） 